# Глицинија
Глициније су род цветајућих биљака из породице махунарки (Fabaceae) која укључује десет врста дрвенастих пенјачица из источног САД, Кине, Кореје и Јапана. Неке врсте се користе као украсне биљке,нарочито у Кини и Јапану

## Опис
Глициније су род који се састоји од десетак врста полудрвенастих пењачица чије се гране савијају око потпорних стубова у смеру кретања казаљки на сату и обрнуто. Могу да се пењу до 20 метара висине и до 10 метара ширине. Најпознатија глицинија налази се у Сиерра Мадре у Калифорнији, а заузима око 0,40 хектара и тежи око 250 тона. Листови су наизменични (15—35 cm), у облику пера, и има 9-19. Цветови су распоређени у гроздасте цвасти (10-80 cm), углавном плавољубичасте, ружичасте,лаванда боје,боје слеза или чисто беле боје. Цвета у пролеће када се прво појаве цветови, а затим и листови. Цвета још 2-3 пута током године, средином лета и крајем јесени. Цветови неких врста имају изузетно пријатан мирис, а долазе до изражаја ако се биљка посади на перголе. Кинеске и јапанске врсте цветају тек након неколико година (5—7), док америчке врсте цветају у другој години јер су мањег робусног раста од јапанских и кинеских глицинија.На крају цветања формирају се махуне (плодови) величине 15 cm, које садрже заобљена семена, обојена у смеђој и црној боји.

## Узгој
Глицинија се сматра инвазивном врстом пењачице,поготово ако се дозволи да расте и пење уз неку постојећу биљку јер има способност га угуши биљку домаћина. Најбоље напредује на јаком сунцу и уз потпору која мора бити веома снажна јер временом глицинија јача своје гране које могу поломити дрвене стубове,угушити одрасло дрвеће. Уколико расте уз кућу може изазвати оштећења олука,црепа или пак прилазне стазе и фасаду. Ова раскошна биљка је отпорна на ниске температуре и не сметају јој високе летње температуре. Наше континенталне зиме преживљава без проблема само је треба прве две године заштитити. Не одговарају јој ни зимски ни летњи ветрови. Глицинији одговара благо кисело земљиште (pH вредности 6,2) и током пролећа је јако битно да се једном годишње ђубри. Може се засадити из семена,али боље и чешће се ради то из саднице. Биљка која је добијена из семена може да не цвета деценијама, па се зато узима младица која избија из корена.

## Врсте глицинија
1. Wisteria brevidentata
2. Wisteria floribunda-јапанска глицинија
3. Wisteria frutescens
4. Wisteria sinensis-кинеска глицинија
5. Wisteria ventusa
6. Wisteria villosa
7. Wisteria brachybotrys-свиленкаста глицинија